# Karen Clark (remera)
Karen Clark (Delta, 6 de abril de 1978) es una deportista canadiense que compitió en remo.
Ganó tres medallas en el Campeonato Mundial de Remo entre los años 2001 y 2003. Participó en los Juegos Olímpicos de Atenas 2004, ocupando el séptimo lugar en la prueba de ocho con timonel.

## Palmarés internacional
| Campeonato Mundial | Campeonato Mundial | Campeonato Mundial | Campeonato Mundial |
| Año                | Lugar              | Medalla            | Prueba             |
| ------------------ | ------------------ | ------------------ | ------------------ |
| 2001               | Lucerna (Suiza)    | Medalla de bronce  | Dos sin timonel    |
| 2002               | Sevilla (España)   | Medalla de plata   | Dos sin timonel    |
| 2003               | Milán (Italia)     | Medalla de bronce  | Ocho con timonel   |